# 薩里希思 (英國國會選區)
薩里希思（英語：Surrey Heath），英國國會一郡選區，位於英格蘭東南部薩里郡西北部，包括薩里希思全部和吉爾福德區西部。
本區自1997年創設以來一直支持保守黨。在2010年大選中，該黨的高文浩以57.6%選票勝出該區連任成功。